# Bolid

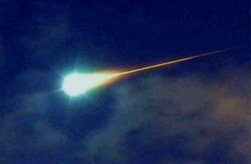
Bolid

Bolid (gr. βολίς dop. βολίδος 'pocisk' od βαλλειν 'rzucać, ciskać') – meteor o jasności większej niż -4m, czyli jaśniejszy niż Wenus.

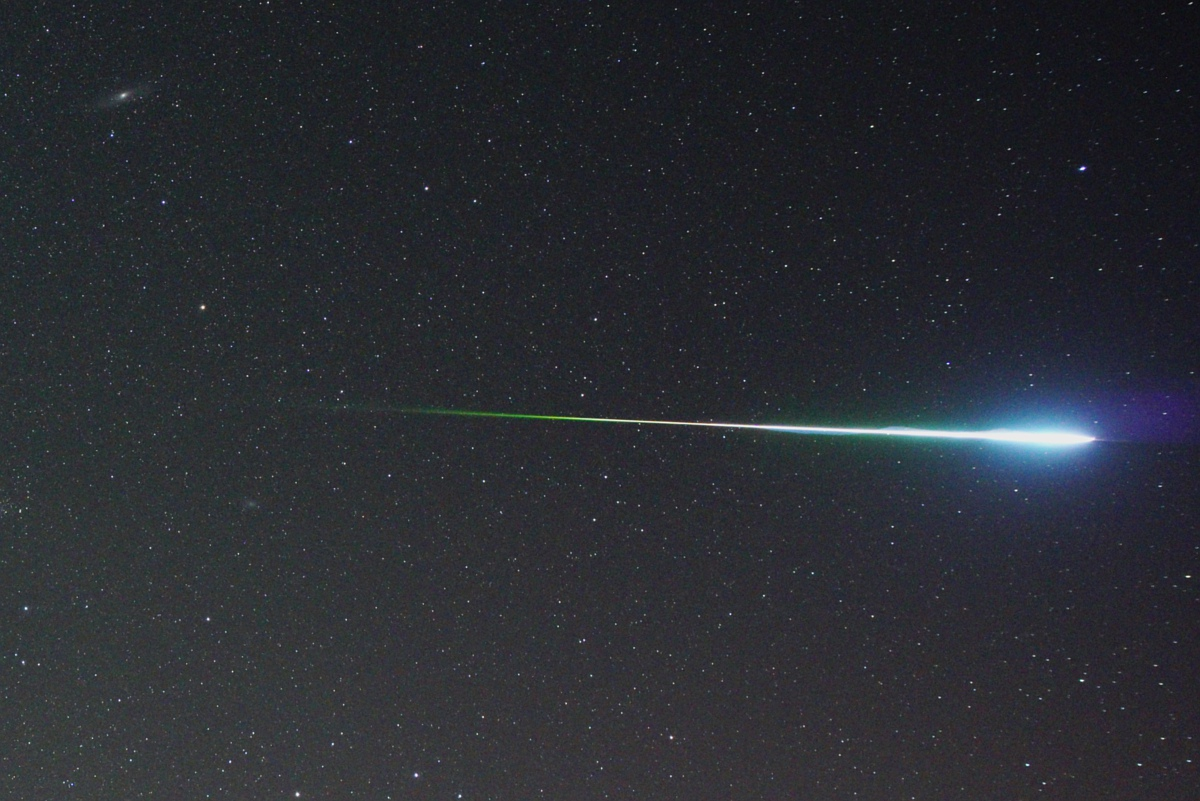
Bolid z roju Perseidów o jasności -9 mag, który pojawił się podczas maksimum w nocy z 11 na 12 sierpnia 2016 roku o godzinie 23:59 UTC. W lewym górnym rogu znajduje się Galaktyka Andromedy.

Zjawiska te są dosyć częste (choć nadal niełatwo je zaobserwować) i powstają poprzez wejście w atmosferę obiektu o wielkości co najmniej kilku cm. Kiedy tak duży obiekt wpada w atmosferę Ziemi (co zwykle dzieje się przy prędkości kilkunastu-kilkudziesięciu kilometrów na sekundę), jego powierzchnia nagrzewa się do temperatury kilku tysięcy stopni. Wbrew powszechnej opinii, powodem wzrostu temperatury nie jest tarcie, ale silne sprężanie powietrza tuż przed czołem bolidu. Bolid zaczyna świecić jasno, a jego przelotowi niejednokrotnie towarzyszy grom dźwiękowy, zwykle pojawiający się po paru minutach od zjawiska. Tak duży obiekt nie zawsze podlega całkowitej dezintegracji, a wtedy jego część (lub części) spada na Ziemię w postaci meteorytu. Bolidy towarzyszą bardzo aktywnym rojom meteorów (np. Perseidom czy Geminidom), niejednokrotnie pojawiają się jednak zupełnie nieoczekiwanie.
Codziennie na świecie pojawia się kilka tysięcy bolidów, jednak większość z nich występuje nad oceanami, więc obserwowana liczba tych obiektów jest znacznie mniejsza. Poza tym wiele bolidów pojawia się w ciągu dnia i z tego względu pozostają niezauważalne (żeby bolid był dobrze widoczny za dnia, po przeciwnej części nieba od Słońca, musi być przynajmniej jaśniejszy od Wenus (ok -5 mag).
Szacunkowo 1 bolid na 1200 meteorów osiąga jasność -5 mag, a 1 na 12000 -8 mag.
Wraz z pojaśnieniem 1 mag (np. -4 do -5), liczba bolidów danej jasności spada do mniej więcej 1/3 liczby zjawisk o mniejszych jasnościach. Oznacza to na przykład, że bolidów jasności -7 mag jest 1/3 tyle, co -6 mag.
Tak duży obiekt nie zawsze podlega całkowitej dezintegracji, a wtedy jego część (lub części) spada na Ziemię w postaci meteorytu. Bolidy towarzyszą bardzo aktywnym rojom meteorów (np. Perseidom czy Geminidom), niejednokrotnie pojawiają się jednak zupełnie nieoczekiwanie.
Każde zjawisko bolidu jest wyjątkowe i może dostarczyć bardzo ważnych danych dla profesjonalnych astronomów. Stąd każdy zaobserwowany bolid powinien być szczegółowo opisany i zgłoszony do odpowiedniej organizacji, zajmującej się gromadzeniem tego typu danych (np. Pracownia Komet i Meteorów, lub też International Meteor Organization). Regularnymi obserwacjami bolidów, które pojawiają się nad terytorium Polski zajmuje się Polska Sieć Bolidowa (ang. Polish Fireball Network) – projekt realizowany przez Pracownię Komet i Meteorów oparty na działalności ponad 30 stacji, które obserwują niebo przy pomocy kamer CCTV lub cyfrowych aparatów fotograficznych.

## Podział
Bolidy są podzielone na 3 grupy:
- bolidy
- bolidy dzienne (powyżej -8m)
- superbolidy (powyżej -15m)

Różnią się one od siebie jasnością. Bolidy przekraczają jasność -4m. Bolid dzienny, jak sama nazwa wskazuje, widoczny jest w dzień. Superbolid ma jasność przekraczającą -15m, więc jest o wiele jaśniejszy od Księżyca w pełni (-12,74m). Niektórym bolidom towarzyszą efekty akustyczne, najczęściej przypominające grzmot lub pisk opon. Próbuje się wyjaśnić dźwięki podobne do syków i trzasków, towarzyszące rozbłyskom bolidów, jako efekt fotoakustyczny.